# Éric Losfeld
Pour les articles homonymes, voir Losfeld.
Gustave Théophile Losfeld dit Éric Losfeld, né le 9 mars 1922 à Mouscron, (province de Hainaut) et mort le 18 novembre 1979 dans le Paris 13e, est un éditeur et écrivain d'ouvrages de genre, insolites et érotiques franco-belge publiant sous pseudonymes, notamment celui de Dellfos.

## Biographie

### Jeunesse
Éric Losfeld naît le 9 mars 1922, au 113 rue du Dragon à Mouscron, de père inconnu et de Fidéline Losfeld (1879-1949), tisserande née à Wattrelos.
Ses grands-parents sont Charles François Losfeld originaire de Wattrelos et Clémence Vandenbroucke originaire de Dottignies, tous deux tisserands qui ont sept enfants, Jules Joseph, Alfred Joseph, Catherine Marie Joseph, Marie Élise, Émile Joseph, Henri Joseph et Fidéline, mère d'Éric Losfeld. 
Sa mère se marie à Roubaix en 1901 avec Théophile Paul Henri Carlier, tisserand. Alors qu'ils habitent Lille, ils quittent la France pour rejoindre les États-Unis où les Losfeld se sont expatriés. Jules Joseph, frère de Fidéline, émigre aux États-Unis la même année. Le couple part du port de Southampton en Angleterre, arrive à New York le 13 juin 1907 et s'installe à Plymouth, ville de l'État du Massachusetts. Son mari meurt le 21 octobre 1918 à Plymouth et Fidéline retourne en France, pour habiter à Croix. Elle met au monde son fils à Mouscron mais le père ne reconnaît pas ce dernier.
Éric Losfeld prend goût à la lecture grâce à sa mère qui lit énormément. Parmi les auteurs favoris de sa mère, figurent Joris-Karl Huysmans, Gustave Flaubert, Théophile Gautier et Erich Maria Remarque. Éric Losfeld aura donc comme prénoms ceux de Gustave Flaubert et de Théophile Gautier. Il se fera finalement appeler Éric d'après Erich Maria Remarque.
Flamand, il apprend le français à travers ses lectures, notamment Rabelais ou Alfred Jarry. Il fait son service militaire à Namur, d'où il écrit une lettre à Adolf Hitler, publiée dans un journal local, pour lui « déclarer la guerre », avant de s'échapper pendant deux ans en Afrique, notamment à Dakar, où il fait du trafic d'alcool et de cigarettes, ce qui lui vaut quelques jours de prison. Puis il se lance dans l'écriture de textes érotico-policiers.

### Seconde Guerre mondiale
Il quitte le Nord de la France pour Paris en 1938 mais, en 1939, la Seconde Guerre mondiale éclate. Possédant la double nationalité franco-belge, il choisit de servir dans l'armée belge, pensant y être plus à l'abri de la guerre que dans l'armée française.

### Début dans l'édition
Complice à ses débuts d'Edmond Charlot, François Di Dio et de Jean d'Halluin (éditeur des Vernon Sullivan), Éric Losfeld est le créateur à Paris d'au moins trois maisons d'édition : en 1951, voient le jour les éditions Arcanes (en référence à Arcane 17, d'André Breton) puis, en 1955, les éditions Le Terrain Vague,, qui est aussi le nom de sa librairie ; ouverte d'abord rue du Cherche-Midi, puis transférée en 1967 au 14-16 de la rue de Verneuil, elle devient un lieu de rencontres intellectuelles intenses. Par la suite, Losfeld développa aussi la marque Éric Losfeld Éditeur, puis, à la fin de sa vie, Le Dernier Terrain vague. Il découvre et édite clandestinement en 1959 le texte d'Emmanuelle Arsan, Emmanuelle.
Durant cette période, il publie, souvent sans nom d'éditeur, d'autres textes considérés par les juges comme « obscènes ». Assigné en justice de nombreuses fois, il est, avec Jean-Jacques Pauvert, l'un des éditeurs français de l'après-guerre qui tente de sortir l'érotisme de son carcan juridique restrictif. Il se fâche d'ailleurs avec Pauvert, qui était plus combatif dans ses démêlés avec les tribunaux, même s'il reconnaît dans son autobiographie : « Force m'oblige de dire que c'est un monstre sacré de l'édition. » C'est bien entendu la fameuse loi du 16 juillet 1949 sur les publications destinées à la jeunesse, qui, interprétée par les juges, fut opposée à Losfeld et à d'autres éditeurs. En conséquence, nombre d'ouvrages édités par Losfeld ne pouvaient être ni vendus aux mineurs, ni exposés en librairie, ni même publicisés.
En 1960, Éric Losfeld compte au nombre des signataires du Manifeste des 121 titré « Déclaration sur le droit à l'insoumission dans la guerre d'Algérie ». Il apparaît brièvement dans le film de Claude Berri Sex-shop (1972).
Outre sa carrière d'éditeur, il rédige clandestinement une cinquantaine de polars érotiques, notamment sous les pseudonymes de Dellfos (anagramme de Losfeld), Alexandre Leucade, Loulou Morin ou Comte d'Irancy. La plupart d'entre eux ne sont pas mentionnés dans l'anthologie de Pascal Pia, Les Livres de l'enfer, bibliographie critique des ouvrages érotiques dans leurs différentes éditions du XVIe siècle à nos jours (1978), mais dans son Anthologie historique des lectures érotiques, Jean-Jacques Pauvert en présente plusieurs, parmi lesquels Mme de V… a des idées noires (signé Loulou Morin, 1955), Le Gorille (signé Alexandre Leucade, 1957), Cerise, ou le Moment bien employé (signé Dellfos, vers 1955). Le premier est une allusion évidente à Louise de Vilmorin, romancière et mondaine, dernière liaison d'André Malraux après avoir été l'une des premières. Cerise, ou le Moment bien employé n'est pas un ouvrage clandestin, mais fut d'abord publié vers 1955 sous la signature de Xavier de Beauvoir, avec le nom de l'éditeur, Les Chimères (Losfeld), et condamné en 1957, puis republié par Losfeld en 1969, sous le nom de Dellfos, à la suite de quoi il fut une nouvelle fois condamné, lourdement. Selon Xavière Gauthier, ce récit « a un mérite bien rare. Bien qu'écrit par un homme, il montre un véritable désir de femme et son plaisir — en partie esthétique — à voir et toucher un sexe d'homme comme objet de désir ».

### Vie privée
Il se marie avec Pierrette Victorine Solowetchick (1922-2023) et a deux filles, Carole et Joëlle.
Il meurt à l'hôpital de la Pitié-Salpêtrière le 18 novembre 1979, quelques jours seulement après avoir signé ses mémoires, sous le titre Endetté comme une mule, ou la Passion d'éditer (chez Belfond). Il est inhumé à Paris dans le cimetière des Batignolles (9e division).

## Un catalogue jugé provocateur
Losfeld a publié sans doute près d'un millier d'ouvrages, représentant un catalogue inestimable et souvent clandestin.
Éditeur, entre autres, d'Eugène Ionesco, Xavier Forneret, Hans Bellmer, Benjamin Péret, Marcel Duchamp, Boris Vian, Jean Boullet, Charles Duits, Jacques Sternberg, Maurice Raphaël, Mario Mercier, Ado Kyrou, Léo Malet (Trilogie noire), il a réédité le marquis de Sade, Sacher Masoch, Richard Payne Knight, etc., et publié de nombreux ouvrages surréalistes ou érotiques, dont ceux d'Emmanuelle Arsan (1967).
Éric Losfeld fut aussi éditeur de périodiques :
- Médium (1953-1955), organe du Groupe surréaliste ;
- Bizarre, première série (deux numéros, 1953-1954) ;
- Bief, « Jonction surréaliste » (1958-1960), dirigée par Gérard Legrand ;
- Positif, revue de cinéma, anciennement chez Fasquelle (1960-1973) ;
- La Brèche « Action surréaliste » et Le Petit Écrasons, dirigée par André Breton (1962-1965) ;
- Midi Minuit Fantastique (1962-1971), revue consacrée aux films fantastiques, d'horreur et de science-fiction des années 1960 ;
- L'Archibras, revue du Groupe surréaliste (1967-1969) ;
- Coupure (1969-1972).

Il publia des albums de bandes dessinées avant-gardistes destinées aux adultes : en 1965, il ouvre à un public adulte un genre qui s'adressait jusque-là surtout à la jeunesse en éditant notamment Barbarella de Jean-Claude Forest, qui inspira le film homonyme de Roger Vadim. Il publia également Les Aventures de Jodelle et Pravda la Survireuse de Guy Peellaert, Epoxy de Paul Cuvelier et Jean Van Hamme, la Saga de Xam de Nicolas Devil, la version française des Aventures de Phoebe Zeit-Geist de Michael O'Donoghue et Frank Springer, ainsi que le premier album de Philippe Druillet : Lone Sloane, le mystère des abîmes.
En 1970, il sort le livre-album La Monnaie vivante, comportant des textes et des dessins de Pierre Klossowski et des photographies de Pierre Zucca.
Au deuxième trimestre de 1970, il publie sous forme de recueil l'Histoire de Melody Nelson de Serge Gainsbourg. L'ouvrage, tiré probablement à 10 ou 15 000 exemplaires, a très peu été vendu.
Éric Losfeld a écrit son autobiographie, Endetté comme une mule, ou la Passion d'éditer, parue chez Pierre Belfond en 1979 (rééditée en 2017), dans laquelle il revient sur ses débuts et, entre autres, ses démêlés avec la justice. Grand amateur de calembours et mauvais jeux de mots, il pensait d'abord intituler son livre Gai comme un pensum. Se définissant comme un « éditeur libre », il méprisait le profit et n'avait qu'un principe : être fidèle à ses goûts et infidèle à ses dégoûts. « La seule littérature qui me touche, proclamait-il, c'est la littérature écrite avec passion, ou plutôt la littérature passionnée. Je me méfie des mots qui ont trop servi ; à ces mots, je préfère les images, et, parmi elles, les images pures, surtout quand elles ne sont pas innocentes. » En signe de reconnaissance, André Breton lui écrivit dans une dédicace : « À Éric Losfeld, qui a dans son jeu l'as de liberté et le dix de chance ». Losfeld rapporte aussi qu'il s'évanouit d'émotion lors de sa première visite chez Breton, lorsque celui-ci lui ouvrit la porte de son appartement du 42 rue Fontaine.

## Postérité
À sa mort, son épouse et sa fille, Joëlle Losfeld, tentent de continuer à faire vivre le fonds des éditions Le Terrain Vague. Dans les années 1990, avec la collection « Arcanes » au sein du groupe fondé par Gérard Voitey, Joëlle Losfeld réédite en partie le catalogue de son père. Les Éditions Joëlle Losfeld, qui ont leur catalogue propre, sont aujourd'hui rattachées au groupe Gallimard en tant que collection.

## Écrits
- Gaëtane[24], Histoire d'i, Paris, Filipacchi, 1974, 89 p. (ISBN 28-5018-061-0)
- La Légende du terrain vague : « Éditer, c'est aussi créer » , recueil d'entretiens illustrés, Paris, Le Dernier Terrain vague, avril 1977,  (ISBN 2862190012).
- Éric Losfeld, Endetté comme une mule ou la Passion d'éditer, Paris, Éditions Belfond, 1979, 223 p. (ISBN 2-7144-1236-X, lire en ligne  [PDF]).  — Réédition sous le titre Endetté comme une mule, avec une préface de François Guérif, Tristram, collection « Souple », Auch, 2017  (ISBN 9782367190587).